# Палац Республіки (Алмати)
43°14′36″ пн. ш. 76°57′34″ сх. д. / 43.243209° пн. ш. 76.959475° сх. д.
Палац Республіки — будівля концертного залу в Алмати, Казахстан. Призначений для проведення концертів, фестивалів та інших культурних заходів. Це був один із прем'єрних майданчиків Євразійського кінофестивалю. Зовні, з фонтанами на площі перед Палацом і пам'ятником казахському поету Абаю, Палац Республіки є однією з головних відомих пам'яток Алмати епохи Кунаєва. Будівля розташована на площі Абая на перетині дороги Достик і проспекту Абая.
Вважається пам'яткою містобудування та архітектури з 26 січня 1982 року.

## Історія

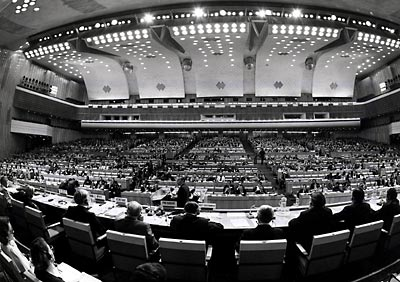
Засідання первинної медико-санітарної допомоги в палаці 1978 р.

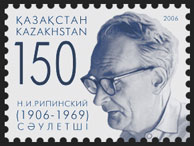
Микола Ріпінський, один із засновників палацу Казахстанська марка, 2006 рік

Побудований у 1970 році, раніше називався Палац культури імені Леніна, був відкритий під час святкування 100-річчя з дня народження Володимира Леніна. Перейменований на Палац Республіки Кабінетом Міністрів Казахської РСР 6 грудня 1991 року за поданням Держкомкультури Казахської РСР. Палац також був місцем міжнародної зустрічі з питань первинної медико-санітарної допомоги, де в 1978 році була прийнята Алма-атинська декларація.

## Дизайн
«Шатрова» конструкція даху спирається на вісім бетонних стовпів, а стіни огороджувальної конструкції, не доходячи до даху, створюють враження, що він ширяє в повітрі. Кольори залу складаються з білої стелі, золотих стін і червоних сидінь. У плануванні вестибюлю та вестибюлю Палацу використано поєднання багатовимірного простору різних рівнів, створюючи єдине ціле приміщення за допомогою проміжного рівня парадного входу та парадних сходів, що оперізують вестибюль з 3 сторін. Головний вестибюль висотою 13 м прикрашає білосніжна люстра. В оздобленні вестибюлю та вестибюлю знайшли відображення такі споруди національного характеру, як фігурні лінії огорож сходів, мармурова підлога тощо. Ширина сцени 48 метрів, глибина 18 метрів. Після реконструкції кількість місць у залі становила 2567, тоді як раніше було 3000.

## Ремонт

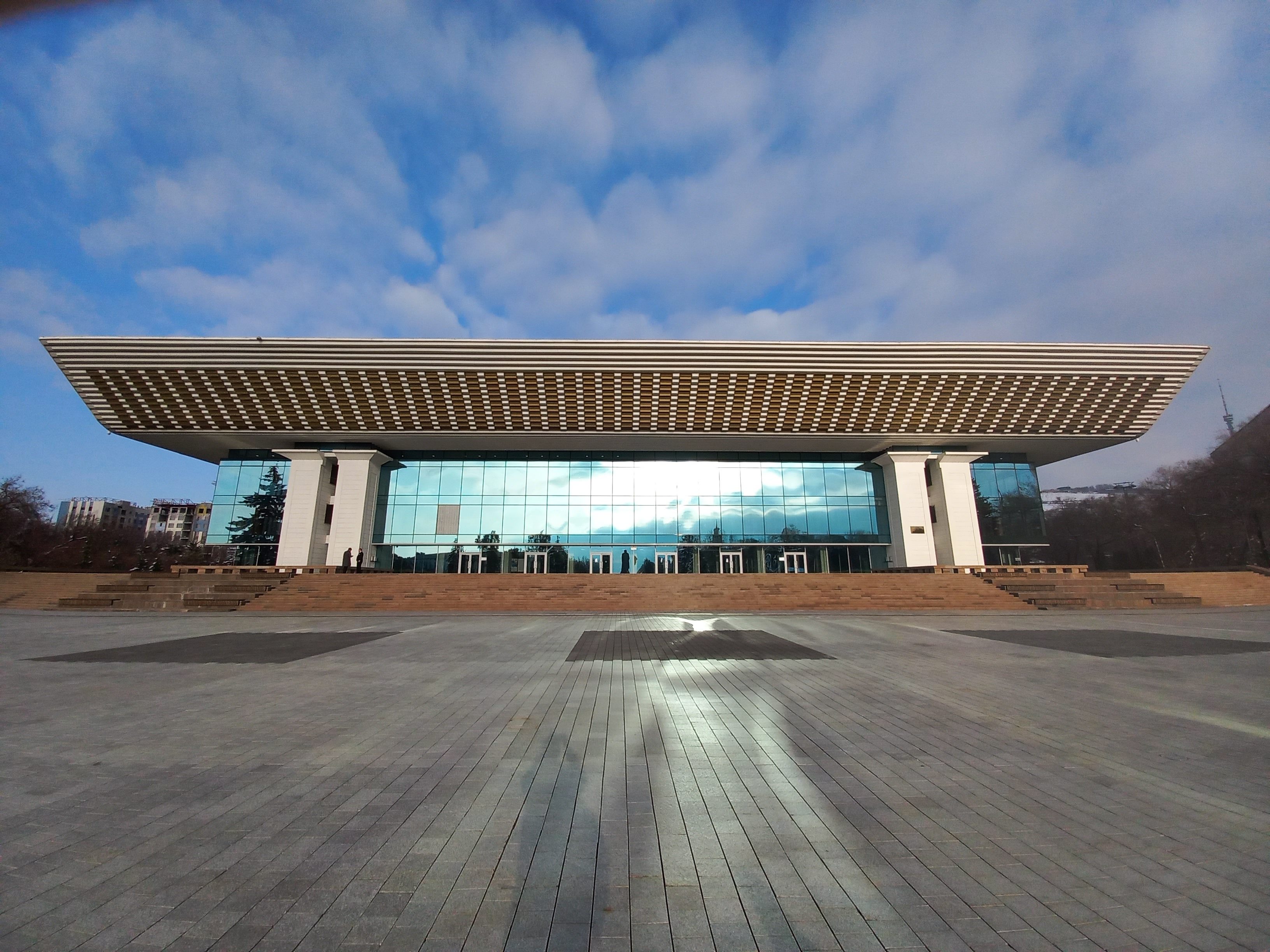

У 2010—2011 роках провели ремонт будівлі за 10,4 млрд тенге. В результаті змінено вхід до палацу й зовнішній фасад, встановлено нові вікна, двері та ворота, відремонтовано зовнішні ґанки та сходи. Також збільшено простір стін, забезпечено протипожежні заходи та створено оркестрову яму з трьома підйомниками та майданчиками для зберігання музичних інструментів. Будівля стала пристосованою для людей з обмеженими можливостями. Крім того, передбачено нові приміщення, такі як кімната для переговорів, салон краси, музичний магазин, зал звукозапису, квітковий магазин та студію звукозапису. Реконструкція також дозволила збільшити земельну площу та передбачити місце для паркування автомобілів.

## Право власності
У радянські часи палац був державною власністю. Після розпаду СРСР право власності передали адміністрації Акима міста під назвою Палац Республіки, яку вона утворила в ТОВ зі 100 % акцій від міської влади.
У травні 2014 року стало відомо із затвердження Комплексного плану приватизації на 2014—2016 роки, в якому згідно з ТОО, Палац Республіки буде проданий у приватну власність.
У листопаді 2015 року оприлюднено інформацію про те, що Палац Республіки продадуть за 1 тенге.

## Статус пам'ятки
21 березня 2008 року присвоєно статус «Пам'ятка історії, культури, містобудування та архітектури республіканського значення».